# 아민토르
아민토르(Amyntor)는 그리스 신화에 나오는 오르미니온의 왕이다. 오르미니온은 테살리아의 페리온산 부근에 있는 도시이다. 보이오티아 지방 에레온의 왕이라고도 한다. 아버지는 오르메노스인데, 오르미니온은 그의 이름에서 비롯되었다. 클레오불레와 결혼하여 아들 포이닉스와 딸 아스티다메이아 또는 데이다메이아를 낳았다. 첩을 두고 클레오불레를 가까이 하지 않자, 클레오불레는 포이닉스에게 아버지의 첩을 유혹하라고 꼬드겼다. 포이닉스는 그 말을 듣고 첩을 유혹하여 동침하였다. 아민토르는 그 사실을 알고 분노하여 포이닉스가 자식을 갖지 못하도록 복수의 여신들인 에리니에스에게 빌었으며, 그 소원은 이루어졌다. 이에 포이닉스는 아버지를 죽이려다가 실패하고 탈출하였다. 다른 이야기로는 포이닉스에게 겁탈당하였다는 첩의 말을 믿은 아민토르가 포이닉스를 장님으로 만들었으나 케이론이 치료해 시력을 되찾아 주었다고도 한다.